# Ausiliario (militare)
Ausiliario nel linguaggio militare può assumere diversi significati, quale quello si personale in ausiliaria, di volontario che presta servizio di ausilio alla truppe di una forza armata, naviglio ausiliario, e, in alcuni casi anche un grado militare.

## Terminologia
Nell’uso odierno, presso alcuni Stati del mondo, sono definiti tali gli ufficiali della marina mercantile chiamati a prestare servizio nella marina da guerra, durante il periodo bellico.
Dal punto di vista operativo, La posizione di servizio ausiliario, detta anche posizione in ausiliaria, derivata dall’espressione corrente di collocamento in posizione ausiliaria è lo stato giuridico degli ufficiali delle forze armate che, dopo aver cessato dal servizio attivo, possono, per un determinato numero di anni, essere richiamati in servizio e che perciò sono soggetti ad alcuni obblighi, quali ad esempio quello di mantenere la propria divisa, o quello di richiedere una speciale autorizzazione per recarsi all’estero.

## Esercito Italiano
Il Corpo speciale volontario ausiliario dell'Esercito Italiano dell'Associazione dei cavalieri italiani del Sovrano militare Ordine di Malta detto anche Corpo Militare EI-SMOM, è un corpo volontario ausiliario dell'Esercito Italiano per l'assistenza sanitaria ed umanitaria, discendente delle forze armate dell'Ordine di Malta, fondato il 19 gennaio 1877 dall'Associazione dei cavalieri italiani del Sovrano militare Ordine di Malta, con lo scopo istituzionale di supporto e sostegno sanitario all'allora Regio Esercito, sia in tempo di guerra che di pace. In oltre 130 anni di servizio, il Corpo ha concorso nel fronteggiare numerose emergenze sia in Italia che all'estero, dal terremoto nel novarese del 1880 a quello Calabro-Siculo del 1908, nel corso del quale il tempestivo e massiccio intervento a Messina con una baracca-ospedale e due treni ospedale valse al Corpo il riconoscimento dello status militare. e in seguito nel Terremoto della Marsica del 1915, il terremoto di Agadir in Marocco del 1960, il Terremoto di Tuscania del 1971, il Terremoto del Friuli del 1976, l'Alluvione del Polesine del 1966, il terremoto in Irpinia e Basilicata del 1980, il terremoto di Umbria e Marche del 1997), in terremoto del Molise del 2002, terremoto in Abruzzo del 2009, e in missioni di peacekeeping in Albania nel 1999 e in Kossovo nel 2005.
Dal 1991, il Corpo militare EI-ACIMOM, partecipa alle attività di mantenimento della pace nei territori della ex-Jugoslavia.
Il corpo è stato impegnato in tutti i conflitti che hanno visto impegnate le forze armate italiane. Nel corso della seconda guerra mondiale in Patria il corpo ha operato al fianco del Corpo delle infermiere volontarie dell'ACISMOM, componente esclusivamente femminile del Corpo militare dell'ACISMOM, corpo ausiliario dell'Esercito Italiano, nato nel 1940, per esigenze sanitarie e assistenziali durante il periodo bellico, ed era costituito da una direttrice e da 40 infermiere, dame del Sovrano militare ordine di Malta, riconosciuto ufficialmente dalla Repubblica Italiana nel 1952 con la legge 26 ottobre 1952, n. 1785 che istituì il Corpo delle infermiere volontarie dell'Associazione dei cavalieri italiani del Sovrano militare Ordine di Malta.
Accanto a questi compiti operativi, il Corpo, in quanto "forza armata" dell'Ordine di Malta, svolge per quest'ultimo anche servizi istituzionali: per esempio garantisce picchetti per la Guardia d'onore in occasione di visite ufficiali di capi di Stato presso la Villa del Priorato di Malta sull'Aventino, nelle cerimonie più importanti dell'Ordine ed ai funerali dei Gran Maestri.
L'organico del Corpo militare  è costituito principalmente da personale volontario in congedo, da richiamare all'esigenza. Il personale sanitario è costituito da ufficiali medici e farmacisti, sottufficiali infermieri e studenti delle facoltà di Medicina e di Farmacia arruolati come sottufficiali o graduati di truppa.

## Marina Militare
Il naviglio ausiliario costituisce l'insieme delle unità della marina militare che provvedono ai servizî logistici e al trasporto di truppe, e dalle navi mercantili che vengono requisite, armate e impiegate come unità combattenti in caso di guerra, come ad esempio le motonavi RAMB requisite durante il secondo conflitto mondiale dalla Regia Marina alla Regia azienda monopolio banane e trasformate in incrociatori ausiliari.

## Esercito romano
Nell'esercito romano le truppe ausiliarie (“Truppe d'appoggio”, in latino auxilia) furono un corpo reclutato fra le popolazioni sottomesse di peregrini, ovvero non ancora in possesso della cittadinanza romana. Gli ausiliarî erano gli alleati, i tributarî e i mercenarî che, insieme alle legioni, componevano l’esercito romano.

## Repubblica Sociale Italiana
Nel corso della guerra civile in Italia, fu attivo il Corpo Ausiliario delle Squadre d'Azione delle Camicie Nere, conosciuto anche come Brigate nere, corpo paramilitare fascista della Repubblica Sociale Italiana, operativo in Italia settentrionale dagli inizi di luglio del 1944 fino al termine della seconda guerra mondiale, con compiti antiguerriglia e di supporto alle forze di polizia.
Contemporaneamente operava anche il Corpo Femminile Volontario per i Servizi Ausiliari delle Forze Armate Repubblicane, meglio noto come Servizio Ausiliario Femminile (SAF), un corpo femminile delle forze armate della Repubblica Sociale Italiana, al comando di Piera Gatteschi Fondelli, le cui componenti, tutte volontarie, sono comunemente indicate come ausiliarie.

## Islam
Nel mondo islamico gli Ansār (in arabo: انصار; tradotto: "Ausiliari"),il termine arabo per indicare gli abitanti di Yathrib/Medina che si convertirono all'Islam dopo l'arrivo nella loro città del profeta Maometto, costituirono il nerbo militare, ma non altrettanto politico, del primo Islam.

Distintivo di grado di Suboficial Auxiliar de la Fuerza Aérea Argentina

## Grado militare
Nei paesi arabi Muqāddām (arabo: مقدم) titolo nella cultura araba, adottato anche in altri paesi islamici per ufficiali civili e religiosi, che significa assistente, aiutante o ausiliario, è anche un grado militare delle forze armate di diversi paesi arabi omologo del tenente colonnello dei paesi della NATO.
Nella Fuerza Aérea Argentina esiste il grado Suboficial Auxiliar, paragonabile al maresciallo di seconda classe dell'Aeronautica Militare Italiana.